# 제60회 영국 아카데미 영화상
제60회 영국 아카데미 영화상은 2006년의 최고의 영화를 기리기 위해 2007년 2월 11일에 열린 시상식이다. 로열 오페라 하우스에서 개최되었다.

## 수상 및 후보

### 작품상
- 더 퀸 - 스티븐 프리어스 수상
- 바벨 - 알레한드로 곤잘레스 이냐리투
- 디파티드 - 마틴 스코세이지
- 라스트 킹 - 케빈 맥도널드
- 미스 리틀 선샤인 - 조나단 데이턴 외 1명

### 알렉산더 코다 상
- 라스트 킹 - 케빈 맥도널드 수상
- 007 제21탄 - 카지노 로얄 - 마틴 캠벨
- 노트 온 스캔들 - 리처드 이어
- 더 퀸 - 스티븐 프리어스
- 플라이트 93 - 폴 그린그래스

### 데이빗 린 상
- 플라이트 93 - 폴 그린그래스 수상
- 바벨 - 알레한드로 곤잘레스 이냐리투
- 디파티드 - 마틴 스코세이지
- 미스 리틀 선샤인 - 조나단 데이턴 외 1명
- 더 퀸 - 스티븐 프리어스

### 칼 포먼 상
- 붉은 길 - 안드리아 아놀드 수상
- Rollin' with the Nines - JULIAN GILBEY
- Pierrepoint - 크리스틴 랜갠
- Black Sun - GARY TARN
- 런던에서 브라이튼까지 - 폴 앤드류 윌리엄스

### 남우주연상
- 라스트 킹 - 포레스트 휘태커 수상
- 007 제21탄 - 카지노 로얄 - 다니엘 크레이그
- 디파티드 - 레오나르도 디카프리오
- 히스토리 보이스 - 리처드 그리피스
- 비너스 - 피터 오툴

### 여우주연상
- 더 퀸 - 헬렌 미렌 수상
- 귀향 - 페넬로페 크루즈
- 노트 온 스캔들 - 주디 덴치
- 악마는 프라다를 입는다 - 메릴 스트립
- 리틀 칠드런 - 케이트 윈슬렛

### 남우조연상
- 미스 리틀 선샤인 - 알란 아킨 수상
- 라스트 킹 - 제임스 맥어보이
- 디파티드 - 잭 니콜슨
- 비너스 - 레슬리 필립스
- 더 퀸 - 마이클 쉰

### 여우조연상
- 드림걸즈 - 제니퍼 허드슨 수상
- 악마는 프라다를 입는다 - 에밀리 브런트
- 미스 리틀 선샤인 - 아비게일 브레스린
- 미스 리틀 선샤인 - 토니 콜렛
- 히스토리 보이스 - 프란세스 드 라 투어

### 각본상
- 미스 리틀 선샤인 - 마이클 안트 수상
- 바벨 - 길예르모 아리아가
- 판의 미로 - 오필리아와 세 개의 열쇠 - 기예르모 델 토로
- 더 퀸 - 피터 모건
- 플라이트 93 - 폴 그린그래스

### 각색상
- 라스트 킹 - 피터 모건 외 1명 수상
- 007 제21탄 - 카지노 로얄 - 닐 퍼비스 외 2명
- 디파티드 - 윌리엄 모나한
- 악마는 프라다를 입는다 - 엘라인 브로쉬 멕켄나
- 노트 온 스캔들 - 패트릭 마버

### 편집상
- 플라이트 93 - 클레어 더글러스 수상
- 디파티드 - 셀마 슈메이커
- 더 퀸 - 루시아 저체티
- 바벨 - 스티븐 미리온 외 1명
- 007 제21탄 - 카지노 로얄 - 스튜어트 베이어드

### 촬영상
- 칠드런 오브 맨 - 엠마누엘 루베즈키 수상
- 바벨 - 로드리고 프리에토
- 007 제21탄 - 카지노 로얄 - 필 메히어스
- 판의 미로 - 오필리아와 세 개의 열쇠 - 길러모 네바로
- 플라이트 93 - 베리 애크로이드

### 음향상
- 007 제21탄 - 카지노 로얄 - Chris Munro 외 4명 수상
- 바벨 - Chris Minkler 외 3명
- 판의 미로 - 오필리아와 세 개의 열쇠 - Martín Hernández 외 2명
- 캐리비안의 해적 - 망자의 함 - 크리스토퍼 보에즈 외 3명
- 플라이트 93 - Chris Munro 외 4명

### 의상상
- 판의 미로 - 오필리아와 세 개의 열쇠 - 라라 휴에테 수상
- 악마는 프라다를 입는다 - 패트리샤 필드
- 마리 앙투아네트 - 밀레나 카노네로
- 캐리비안의 해적 - 망자의 함 - 페니 로즈
- 더 퀸 - 콘소라타 보일

### 분장상
- 판의 미로 - 오필리아와 세 개의 열쇠 - José Quetglas 외 1명 수상
- 악마는 프라다를 입는다 - Nicki Ledermann 외 1명
- 마리 앙투아네트 - Jean-Luc Russier 외 1명
- 캐리비안의 해적 - 망자의 함 - 비 닐 외 1명
- 더 퀸 - Daniel Phillips

### 특수시각효과상
- 캐리비안의 해적 - 망자의 함 - 존 크놀 외 3명 수상
- 007 제21탄 - 카지노 로얄 - Steve Begg 외 3명
- 칠드런 오브 맨 - Frazer Churchill 외 3명
- 판의 미로 - 오필리아와 세 개의 열쇠 - Edward Irastorza 외 3명
- 수퍼맨 리턴즈 - 마크 스텟슨 외 3명

### 프로덕션디자인상
- 칠드런 오브 맨 - 짐 클레이 외 2명 수상
- 007 제21탄 - 카지노 로얄 - 피터 라몬트 외 2명
- 마리 앙투아네트 - K.K. 바렛 외 1명
- 판의 미로 - 오필리아와 세 개의 열쇠 - 유제니오 카발레로 외 1명
- 캐리비안의 해적 - 망자의 함 - 릭 하인리츠

### 외국어영화상
- 판의 미로 - 오필리아와 세 개의 열쇠 - 기예르모 델 토로 수상
- 아포칼립토 - 멜 깁슨 외
- 블랙북 - 폴 버호벤
- RANG DE BASANTI
- 귀향 - 페드로 알모도바르

### 단편애니메이션작품상
- 가이 101 - 이안 굴드스톤 수상
- 꿈과 욕망 - 가족의 끈 - 요안나 퀸
- 피터와 늑대 - 휴 웰치맨

### 장편애니메이션작품상
- 해피 피트 - 조지 밀러 수상
- 카 - 존 라세터 외 1명
- 플러쉬 - 데이빗 보워스 외 1명

### 단편영화작품상
- DO NOT ERASE - Asitha Ameresekere 수상
- CARE - Rachel Bailey 외 2명
- CUBS - Lisa Williams 외 1명
- HIKIKOMORI - Karley Duffy 외 1명
- KISSING, TICKLING AND BEING BORED - David Smith 외 1명

### 안소니 아스퀴스상
- 바벨 - 구스타보 산타올라야 수상
- 007 제21탄 - 카지노 로얄 - 데이비드 아놀드
- 드림걸즈 - Henry Krieger
- 해피 피트 - 존 파월
- 더 퀸 - 알렉상드르 데스플라

### 신인상
- 에바 그린 수상
- 에밀리 브런트
- 나오미 해리스
- 킬리언 머피
- 벤 위쇼

## 같이 보기
- 제79회 아카데미상
- 제32회 세자르상
- 제59회 미국 감독 조합상
- 제20회 유럽 영화상
- 제64회 골든 글로브상
- 제27회 골든 래즈베리상
- 제13회 미국 배우 조합상
- 제59회 미국 작가 조합상